# HTC One SV
Das HTC One SV ist ein Smartphone von HTC und wurde am 11. Dezember 2012 vorgestellt. Es erschien im Januar 2013.

## Ausstattung
Es besitzt einen 1,2 Gigahertz Zweikern-Prozessor. Die Bildschirmdiagonale beträgt 4,3 Zoll (ca. 10,9 cm) mit einer Bildschirmauflösung von 800 × 480 Pixeln. Das Betriebssystem ist Android, mit der Benutzeroberfläche HTC Sense 4. Das One SV besitzt eine 5-Megapixel-Kamera mit Autofokus, intelligentem LED-Blitz und BSI-Sensor. Videos nimmt es in Full HD auf. Eine Frontkamera (1,6 Megapixel) auf der Vorderseite des HTC One SV ermöglicht Videotelefonie.